# Neston
Neston är en stad och en civil parish i Cheshire West and Chester i Storbritannien. Den ligger i grevskapet Cheshire och riksdelen England, i den södra delen av landet, 280 km nordväst om huvudstaden London. Orten har 15 221 invånare (2011). Staden nämndes i Domedagsboken (Domesday Book) år 1086, och kallades då Nestone.
Klimatet i området är tempererat. Årsmedeltemperaturen i trakten är 8 °C. Den varmaste månaden är juni, då medeltemperaturen är 15 °C, och den kallaste är januari, med 0 °C.